# Josef Klaus (kněz)
Josef Klaus (16. listopadu 1690 Teplice – 24. listopadu 1754 Litoměřice) byl český římskokatolický duchovní, městský děkan v Teplicích a kanovník katedrální kapituly u sv. Štěpána v Litoměřicích.

## Život
Syn teplického měšťana Tobiáše Klause se stal knězem. V roce 1726 byl instalován za městského děkana v Teplicích. Zemřel v jako kanovník katedrální kapituly sv. Štěpána v Litoměřicích. Zdroj z roku 1833 je řadí mezi nejvýznamnější teplické rodáky.